# トルバルド・ティエレ

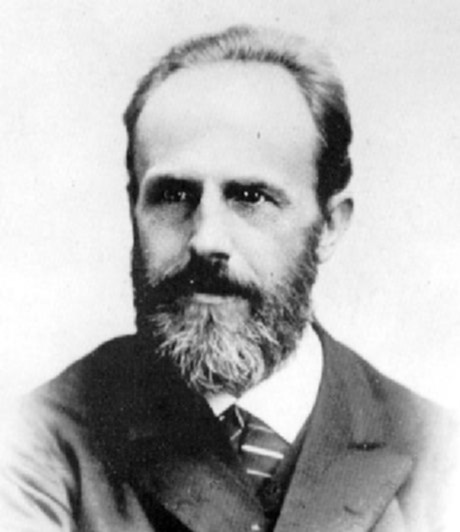
トルバルド・ティエレ

トルバルド・ティエレ（Thorvald Nicolai Thiele 、1838年12月24日 - 1910年9月26日）は、デンマークの数学者・天文学者。統計学の分野に功績があった。
コペンハーゲンに生まれ、コペンハーゲン大学で天文学を学び、主に天体力学の分野で業績をあげた。1875年から1907年までコペンハーゲン大学天文台長を務めた。天体の軌道計算の分野に、ロバート・イネスと共に、ティエレ・イネス法（Thiele-Innes method）に名前が残されている。統計学の分野で尤度に関する初期の考察を行い、保険数学の分野でHafnia保険会社を設立し、数学部長を務め、デンマーク保険統計協会を設立した。
息子には天文学者のホルガー・ティエレがいる。

## 半不変数
ティエレは、キュムラントとも言う半不変数（semi-invariant）を、能率に代る分布密度を特徴付ける係数として導入した。